# Umbundu
Umbundu är ett  bantuspråk och det största språket i Angola. Det är klassat som ett av sex nationella språk och talas av folkgruppen ovimbundu. Under kolonialtiden levde ovimbundu i provinserna Huambo och Bie, men därefter har många flyttat till Luanda och närliggande provinser.
På 1700-talet bildade 22 folkgrupper ett kooperativt rike på Benguelas högplatå och kunde länge stå emot den portugisiska erövringen. Klimatet var gynnsamt och de levde på boskapsskötsel och jordbruk.

## Några vardagsfraser
- Välkommen - Ukombe weya ("Gästen har kommit")
- Hej - Wakolapo? (till en person); Wakolipo? (till flera personer)
- Hur är läget? - Wakolapo? (till en person); Wakolipo? (till flera personer)
- Det är bra/okey/jag mår bra/är nöjd - Ndakolapo (jag är ok/mår bra); Twakolapo (vi är ok/mår bra)
- Vad heter du? - Velye olonduko vene? (formellt); Helye onduko yove? (informellt)
- Jag heter ... - Onduko yange ame ...
- Var kommer du ifrån? - Pi ofeka yove? ("Var är ditt land?")
- Jag kommer från ... - Ofeka yange ... ("Mitt land är ...")
- Godmorgon - Utanya uwa
- God eftermiddag - Ekumbi liwa
- Godkväll - Uteke uwa
- Godnatt - Uteke uwa; Pekelapo ciwa ("Sover gott")
- Hejdå - Ndanda. ("Jag gick")
- Talar du engelska? - Ove ovangula inglese?